# Jiggs (Nevada)
Jiggs es un área no incorporada ubicada en el condado de Elko en el estado estadounidense de Nevada.

## Geografía
Jiggs se encuentra ubicado en las coordenadas 40°25′33″N 115°39′55″O / 40.42583, -115.66528.